# Chiesa e convento dei frati Minori Osservanti
La chiesa e convento dei Frati Minori Osservanti è un edificio di culto cattolico situato in viale Osservanza a Cesena.

## Storia
Il complesso dei frati minori osservanti, fondato per iniziativa di Malatesta Novello su consiglio della moglie Violante, venne edificato tra il 1459 e il 1464 su progetto del maestro Maso della Val Lugano, già autore del campanile della cattedrale. Nel 1472 la chiesa fu consacrata. Il complesso era circondato da un bosco all'interno di un muro di cinta, del quale resta, a inizio di viale Osservanza, la Celletta di San Onofrio, del 1490 che pio successivamente venne riedificata.
Una vasta ricostruzione, operata tra il 1763 e il 1769 da Pietro Carlo Borboni, precedette di poco la completa ricostruzione della chiesa (1791-1794). Il progetto si deve al mantovano Leandro Marconi, anche se i lavori furono seguiti dal posto da Benedetto Barbieri. Lo stesso Marconi curò la decorazioni dell'interno, eccezione fatta per le cappelle laterali, di Venanzio Cavina.

## Architettura
L'esterno, di puro geometrismo neoclassico, si caratterizza per la facciata incompiuta. Il portico presenta cappelle che una volta erano semplici arcate: in quella di sinistra si trova una statua con San Francesco e a destra Beato Ruffino tutte e due del Calligari.
L'interno presenta un'unica navata con tre cappelle laterali per lato. Originali i finti cassettoni sulla volta e la finta cupola con Padre Eterno che invia l'Arcangelo Gabriele alla Vergine. Le tele conservate sono per la maggior parte opere accademiche di metà '800. Nel settore claustrale del convento si trova una scultura lignea del '400 raffigurante l’Immacolata Concezione.